# بني نصير
قرية بنى نصير هي إحدى القرى التابعة لمركز الواسطى في محافظة بني سويف في جمهورية مصر العربية. حسب إحصاءات سنة 2006، بلغ إجمالي السكان في بنى نصير 4014 نسمة، منهم 2131 رجل و1883 امرأة.